# Belvoir (Belfast)
Belvoir es una localidad situada en el extrarradio de Belfast de Irlanda del Norte (Reino Unido), con una población en 2011 de 3981 habitantes.
Se encuentra ubicada al sur de Belfast, la capital de Irlanda del Norte.